# (14841) 1988 TU
1988 تي يو (ويعرف أيضًا باسم (14841) 1988 تي يو وفق تسمية الكوكب الصغير) (بالإنجليزية: 1988 TU)‏ هو كويكب ضمن حزام الكويكبات؛ وترتيبه 14841 من حيث الاكتشاف.
اكتُشف هذا الجُرم الفلكي بواسطة هيروشي كانيدا في 13 أكتوبر 1988.

## وصلات خارجية
- (14841) 1988 TU في قاعدة بيانات مختبر الدفع النفاث لأجرام النظام الشمسي الصغيرة

- الاكتشاف · مخطط المدار ·  العناصر المدارية · المعلمات المادية

- (14841) 1988 TU على موقع ويكي سكاي: DSS2, SDSS, GALEX, IRAS, Hydrogen α, X-Ray, Astrophoto, Sky Map, Articles and images